# Coletins
Els coletins van ser un grup reformat de l'orde de Frares Menors Conventuals, de tendència observant, que va existir entre 1412 i 1517. Començada en 1412, els frares de la branca també van rebre el nom de ministerians (perquè continuaven subjectes al ministre), conventuals reformats, observants estrictes o nicolaïtes.
Va ser iniciada com a reforma observant de l'orde masculina per la monja clarissa Coleta de Corbie (1381-1447), que estava reformant l'Orde de Santa Clara per tornar-la a l'observança original mitjançant la fundació de les Clarisses Coletines. Benet XIII d'Avinyó, en autoritzar-la a fer la reforma de l'orde femení, també l'autoritzà a emprendre la reforma en convents de frares i de terciaris franciscans. Coleta va començar reformant monestirs de monges, però els frares menors que feien les tasques pastorals d'aquests convents van voler acollir-se a una reforma similar, formant una nova congregació.
L'observança coletina es caracteritzava pel retorn a l'esperit primigeni de l'orde, però amb un notable increment de l'austeritat i les penitències. Tot i tenir una finalitat similar a la dels franciscans observants, es diferenciava d'aquests perquè els seus membres romanien sota l'obediència al provincial dels franciscans conventuals i en cap moment van pretendre separar-se'n, tot i que el vicari dels observants va voler quedar-se els convents coletins reformats.
Els conventuals els menystenien i, al seu torn, els observants volien que passessin a les seves files; el general Antonio di Massa va aprovar la reforma entre 1424 i 1430. En 1436, el general Guiglelmo di Casale en confirmà les constitucions. Van rebre privilegis del Papa Nicolau V en 1448 i de Pius II, que aprovà la reforma el 18 d'octubre de 1458. Aquest i altres papes i generals van fer que els observants deixessin d'insistir perquè s'assimilessin al seu orde. El 1496, però, sis convents coletins d'Aquitània van passar a la vicaria dels frares menors observants.
Mai no van assolir una gran difusió: en 1448 tenien tretze convents, la majoria a França. Van ser suprimits, com d'altres reformes similars, per Lleó X en 1517.